# Anaulacomera olivacea
Anaulacomera olivacea är en insektsart som beskrevs av Brunner von Wattenwyl 1891. Anaulacomera olivacea ingår i släktet Anaulacomera och familjen vårtbitare. Inga underarter finns listade i Catalogue of Life.